# Petra Herrera
Petra Herrera   (29 de juny de 1887 - 14 de febrer de 1917) va ser una combatent a la Revolució Mexicana. Vestida d'home i amb el pseudònim de Pedro Herrera, va participar activament en moltes batalles de la Revolució Mexicana en les quals va destacar pel seu lideratge i va guanyar una gran reputació. Va ser capaç, amb el pas del temps, de revelar la seva condició de dona.

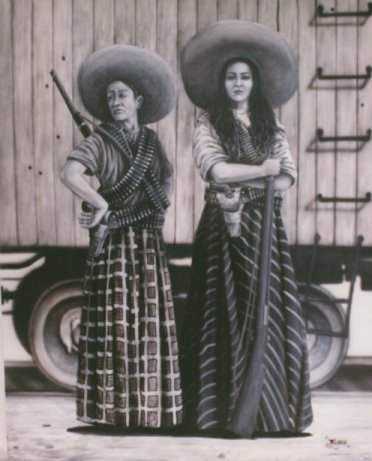
Imatge de dones combatents de la Revolució mexicana, conegudes com "adelitas" o "soldaderas"

Petra va participar en la Segona Batalla del Torreón el 30 maig 1914 al costat d'altres 400 dones. Encara que va tenir algunes victòries significatives, Pancho Villa es va negar a donar crèdit militar a una dona i no la va promoure a general. Aquesta va abandonar les forces de Vila i va conformar la seva pròpia brigada exclusivament per dones.
Posteriorment, l'any 1917 es va aliar a Venustiano Carranza, convertint-se en una llegenda per a les dones del país. Durant aquest temps va sol·licitar ser ascendida al rang de general i romandre en el servei militar, la qual cosa li va ser negada malgrat les seves habilitats en el camp de batalla. Amb tot, sí que se la va ascendir al rang de coronel.
Posteriorment la seva unitat va ser dissolta i no se'n tenen més notícies després de la guerra. Alguns autors afirmen que va poder acabar els seus dies com a espia a Ciudad Juárez o Chihuahua i que va morir després de ser assaltada per uns bandits.